# Macropsis turneri
Macropsis turneri är en insektsart som beskrevs av William Edward China 1925. Macropsis turneri ingår i släktet Macropsis och familjen dvärgstritar. Inga underarter finns listade i Catalogue of Life.